# Jet Black (personaje)
Jet Black (ジェット・ブラック, Jetto Burakku) es un personaje protagonista y capitán de la nave Bebop de la serie Cowboy Bebop de 1998 y de su posterior adaptación del 2021

## Apariencia
Jet es un hombre bastante alto, siendo el más alto de la tripulación del Bebop, además del más musculado. Es calvo, pero posee una barba oscura que se desplaza hasta la altura de mitad del cuello, y tienendo dos puntas a los lados. En su ojo derecho, tiene una cicatriz que recorre de su frente hasta la altura de la nariz, y un pequeño objeto metálico debajo de este mismo ojo.
Usa un mono de trabajo azul oscuro sin mangas, además de una camiseta roja de manga corta debajo de este. En sus hombros, tiene unas hombreras de gran tamaño de color gris. No tiene brazo izquierdo, si no que es una prótesis metálica que sustiye al auténtico.

## Personalidad
Se presenta como alguien maduro, sabio y austero. Presenta una gran paciencia, a diferencia de su compañero Spike Spiegel. Es considerado como el padre de la tripulación debido a su forma de ser, lo cual detesta por qué lo hace aparentar mayor.
Es ligeramente maniático con algunas cosas, buscando la perfección en ellas, en especial por los bonsáis y la cocina. Como capitán del Bebop, le tiene mucho cariño a la nave y le preocupa mucho el daño que podría recibir en los tiroteos.

## Historia
Anteriormente, era un agente de policía en la luna de Ganímedes, y conoció a una mujer llamada Alisa, con quien estableció una relación. Sin embargo, Alisa abandonó a Jet, dejándole una nota y un reloj. Jet se prometió a sí mismo que si el reloj se paraba antes de que ella volviera, se iría de Ganimedes. Además, debido a una emboscada realizada por su compañero y un criminal al que perseguían, Jet perdió su brazo y su empleo. Posteriormente, se instaló un brazo cibernético para sustituir el perdido y finalmente se fue de Ganimedes, permaneciendo 4 años buscando delincuentes.
En el año 2068, conoció al que serie su compañero de nave Spike Spiegel, con quien se dedicaría a atrapar criminales para conseguir recompensas y subsistir. Posteriormente, en el año 2071, su amigo rescató a un corgi llamado Ein, que acabó siendo la mascota de la nave, y poco después, conoció a Faye Valentine, a quien capturó junto con Spike por la recompensa que se ofrecía por ella, aunque finalmente se une a la tripulación del Bebop, pese a no caerle especialmente bien a ninguno de los dos. Más adelante, conoce a una niña llamada Edward, quien se convierte en la última tripulante, y a quien trata como su hija.
A lo largo de la serie, Jet y el resto de la tripulación se dedican a capturar sin éxito a diversos criminales. Uno de estos es Udai Taxim, el criminal que le tendió la trampa donde perdió el brazo. De vuelta en Ganímedes, se reúne con Fad, su excompañero, y ambos van en busca de Taxim. Cuando Jet tiene delante al criminal, este le explica lo sucedido aquel día, diciéndole que Fad también tuvo culpa de lo sucedido. Para evitar que siga hablando, Taxim es asesinado por Fad y este acaba muriendo por culpa de un disparo de Jet. Además, tuvo un reencuentro con Alisa, quién ya tenía una nueva pareja, pero que a su vez era el criminal que Jet buscaba. Pese al amor que tenía hacia su exnovia, Jet captura al novio de Alisa y lo entrega a la policía, pero le asegura que lo protegerá incluso dentro de la cárcel. Finalmente, Jet y Spike son sorprendidos con la repentina despedida de Ed y Ein, y posteriormente Jet también se despide abruptamente de Spike, quien decide ir a enfrentar a su pasado y matar a Vicious. No se sabe si Jet volvió a ver a Spike después de ese acontecimiento, debido a que se mantiene en la duda si Spike realmente murió o falleció.